# Tudell

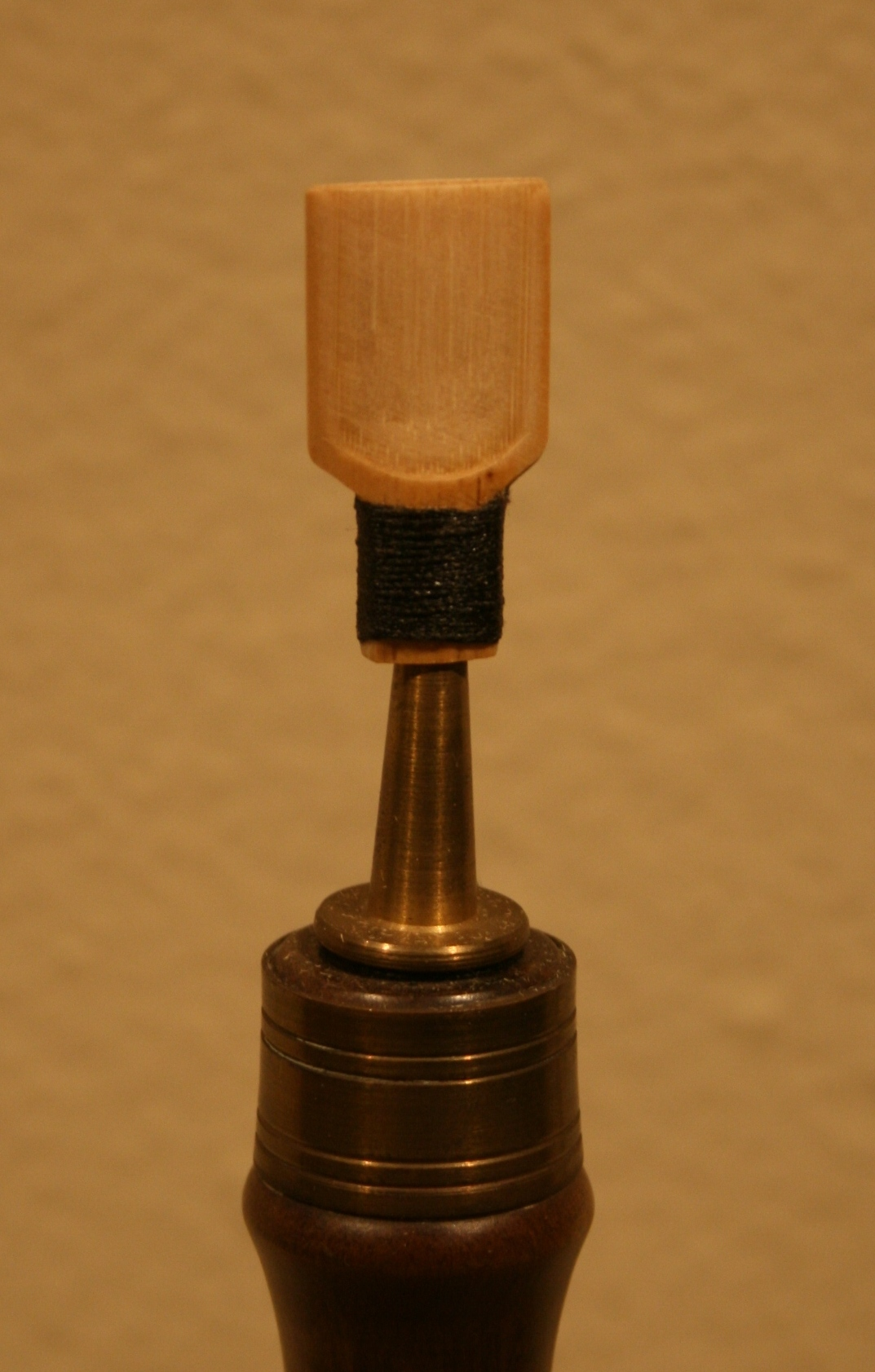
Tudell i inxa de gralla

El tudell o broquet és un tub metàl·lic de forma cònica. És una peça necessària per a la majoria d'instruments de doble canya, ja que uneix la canya o inxa amb l'instrument. A la part més estreta s'introdueix la canya, i la part més ampla, envoltada per fil o suro, s'introdueix a la part més estreta de l'instrument.
Alguns tudells tenen una longitud fixa, mentre que en d'altres es pot regular, fent pujar o baixar una peça enroscable que fa modificar el topall que indica la posició justa del tudell dins l'instrument.
Alguns instruments que utilitzen tudell:
- Tenora
- Tible
- Gralla
- Oboè
- Fagot